# 機動車輛稅
機動車輛稅（葡萄牙語：Imposto sobre Veículos Motorizados）是澳門特別行政區政府根據第5/2002號法律通過的《機動車輛稅規章》，針對將新機動車輛移轉予消費者或將之作自用等的行為而徵收的一種稅項，相當於香港的車輛首次登記稅，屬於間接稅。
車輛的稅務價格是由澳門財政局機動車輛估價委員會根據市場資訊確定，稅務價格一般每半年會根據市場情況調整一次，在澳門出售的每款車輛都有相應的稅務價格。
根據《機動車輛稅規章》，對於下列行為，須徵收機動車輛稅：（一）在澳門特別行政區將新機動車輛移轉予消費者；（二）進口新機動車輛作自用；（三）參與新機動車輛商業循環的經濟參與人，特別是出售者、進口商及出口商，將新機動車輛撥作自用。
現實中，基於上述第一項行為而被徵稅的情況最普遍，而在此情況下，《機動車輛稅規章》規定納稅主體為將新機動車輛移轉予消費者之自然人及法人（即車商）。然而，車商亦必然會將稅款轉嫁予消費者（而此亦是間接稅的特點），故事實上的納稅主體為一般消費者。
《機動車輛稅規章》亦規定了某些機構或在某些情況可以獲得豁免繳納機動車輛稅，例如：（一）澳門特別行政區的政府部門、法院、立法機關、外交機構、行政公益法人等；（二）巴士、的士、校巴、旅遊巴、貨車、駕駛教學車輛、接載傷殘人士的車輛、專門技術用途的車輛等；（三）使用石油燃料替代能源的車輛；（四）購入符合環保排放標準的新機動車輛，可享有50%稅款的扣減，上限為六萬元。
1. ↑  .   [2014-09-23]. （原始内容存档于2020-11-20）.